# Ornithoctonus
Ornithoctonus là một chi nhện trong họ Theraphosidae. Chúng phân bố ở Đông Nam Á, bao gồm Thái Lan và Myanmar. Chi này có 3 loài.

## Các loài
Chi này gồm các loài:
- Ornithoctonus andersoni Pocock, 1892
- Ornithoctonus aureotibialis von Wirth & Striffler, 2005
- Ornithoctonus costalis (Schmidt, 1998)